# Acontia nubilata
Acontia nubilata là một loài bướm đêm trong họ Noctuidae.